# Jake Deckard

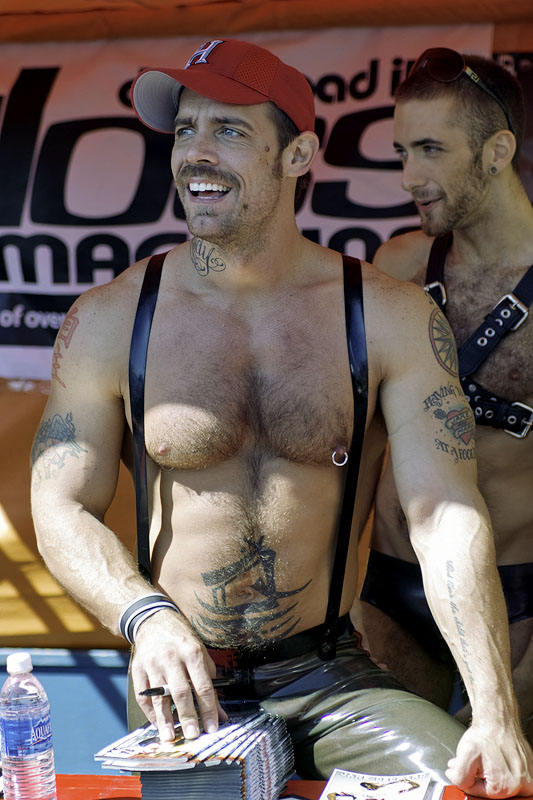
Jake Deckard 2008

Jake Deckard (* 30. Dezember 1972 in Miami, Florida) ist ein US-amerikanischer Pornodarsteller, Filmregisseur und Model.

## Leben
Jake Deckard begann seine Pornokarriere im Jahr 2005. Er spielte als „aktiver“ und „passiver“ (versatile) Pornodarsteller in zahlreichen Filmen der US-amerikanischen Pornoindustrie mit. Deckard arbeitete im Laufe seiner Karriere für verschiedene große US-Pornostudios, insbesondere für Titan Media und Raging Stallion.
Für den Film Big Blue: In the Boiler Room stand er 2005 unter der Regie von Ray Dragon erstmals vor der Kamera. Sein erster veröffentlichter Film war Night Callers (2005), bei dem Chi Chi LaRue Regie führte.
Er erhielt anschließend zunächst einen Exklusivvertrag bei Titan Media, wo er u. a. in den Filmen Side Effects, Big Muscle und Arcade On Route #9 (alles jeweils 2005) mitwirkte. 2006 wurde er mit einem Zwei-Jahres-Vertrag bei Raging Stallion exklusiv unter Vertrag genommen und wurde 2007 mit dem Titel des „Raging Stallion Man of the Year“ ausgezeichnet, was seinen endgültigen Durchbruch als Porno-Star bedeutete und seine Karriere als erfolgreicher Pornodarsteller entscheidend beförderte.
Im Februar 2007 erklärte das Porno-Studio NakedSword.com Jake Deckard zu ihrem „NakedSwordsMan“ für das Jahr 2007, der in dieser Funktion als Repräsentant, Sprecher und Testimonial für das Studio auftrat.
Ende 2007 gründete Deckard seine eigene Filmproduktionsfirma Screaming Eagle XXX, war nunmehr verstärkt auch als Regisseur tätig und veröffentlichte im Oktober 2007 mit Ink Storm seinen ersten eigenen Film. Im Frühjahr 2008 folgte Deckards Film Jock Itch, den er, einem klassischen schwulen Film-Sujet folgend, unter Sportlern ansiedelte.
2008 wirkte Deckard in Chris Wards wegen seiner an Tarantino erinnernden Gewaltszenen unter Fans und Kritikern umstrittenen pornografischen Western-Epos To the Last Man: The Gathering Storm mit; Deckard selbst wurde im Film durch Erhängen zum Tode gebracht.
Ab 2009 war Deckard seltener als Darsteller zu sehen und arbeitete schwerpunktmäßig als Regisseur, so u. a. bei Dirty Director (2012). Er kehrte aber in späteren Jahren bis 2014 für das Pornofilmstudio Jake Cruise Productions auch immer wieder mehrfach als Darsteller vor die Kamera zurück.
Deckard gewann verschiedene Pornofilmpreise. 2006 wurde er bei den GayVN Awards als „Best Newcomer“ nominiert. 2008 gewann er als bisher einziger Darsteller bei den GayVN Awards die Titel in den beiden Kategorien „Best Actor“ und „Performer of the Year“ für seine Darstellung des Sergeant Houle in der von Raging Stallion produzierten GRUNTS-Trilogie. Bei den Grabby Awards wurde er 2008 als „Performer of the Year“ und in der Kategorie „Best Duo Sex Scene“ (mit Remy Delaine in Playback, Raging Stallion Studios) ausgezeichnet. Außerdem gewann er 2008 bei den XBIZ Awards in der Kategorie „GLBT Performer of the Year“.
Neben seiner Tätigkeit als Pornodarsteller war Deckard intensiv als Model tätig. Er war im März 2007 Cover-Model des GayVN Magazine. Außerdem erschienen zahlreiche Fotostrecken mit Jake Deckard in verschiedenen US-amerikanischen Pornomagazinen, u. a. in Men, Unzipped und Honcho. Außerdem wurden mehrere Foto-Kalender mit Deckard veröffentlicht.
Deckard ist ausgebildeter Masseur. Er arbeitet seit seinem 22. Lebensjahr in seinem Beruf und hat sich auf erotische Massagen spezialisiert. Zu seinen Hobbys zählen Unternehmungen und Treffen mit Freunden. Während seiner Zeit als Pornodarsteller gehörten auch regelmäßige Treffen mit Fans zu seinen Freizeitaktivitäten.
Deckard ist verheiratet und lebt in Los Angeles.

## Filmografie (Auswahl)
- 2005: Night Callers (Unzipped/Channel 1 Releasing)
- 2005: Big Blue: In the Boiler Room (Dragon Media)
- 2005: Wrong Side of the Tracks 2 (Rascal Video/Channel 1 Releasing)
- 2005: Side Effects (Titan Media)
- 2006: Big Muscle (Titan Media)
- 2006: Arcade on Route 9 (Titan Media)
- 2006: Hitch (Titan Media)
- 2006: Spy Quest 2 (Titan Media)
- 2006: Centurion Muscle III: Omega (Centurion Pictures/Raging Stallion Studios)
- 2007: Grunts: The New Recruits (Raging Stallion Studios) (Best Actor GayVN 2008)
- 2007: Grunts: Misconduct (Raging Stallion Studios)
- 2007: Grunts: Brothers In Arms (Raging Stallion Studios)
- 2007: Instinct (Raging Stallion Studios)
- 2007: Lords of the Jungle (Raging Stallion Studios)
- 2007: Mirage (Raging Stallion Studios)
- 2007: Playback (Raging Stallion Studios)
- 2007: Centurion Muscle IV: Erotikus (Centurion Pictures)
- 2007: Ink Storm (Screaming Eagle XXX/Raging Stallion Studios) (als Darsteller und Regisseur; Best Fetish Video, Grabby 2008)
- 2008: The 4th Floor (Raging Stallion Studios)
- 2008: Jock Itch (Screaming Eagle XXX/Raging Stallion Studios) (als Darsteller und Regisseur)
- 2008: Jock Itch 2: Balls to the Wall (Raging Stallion Studios) (als Darsteller und Regisseur)
- 2008: To the Last Man: The Gathering Storm (Raging Stallion Studios)
- 2009: Ink Stain (Raging Stallion Studios) (als Regisseur)
- 2012: Dirty Director (Dragon Media) (als Darsteller und Regisseur)
- 2012: Let’s Fuck (Jake Cruise Productions)
- 2012: Waiting Sucks (Jake Cruise Productions)
- 2012: Work It (Jake Cruise Productions)
- 2013: Muscle Fuckers 4 (Jake Cruise Productions)
- 2014: Generation Gapped (Jake Cruise Productions)

## Preise und Auszeichnungen (Auswahl)
- 2008: GayVN Awards
- 2008: Grabby Award
- 2008: XBIZ Award